# Holden (Wirginia Zachodnia)
Holden – jednostka osadnicza w Stanach Zjednoczonych, w stanie Wirginia Zachodnia, w hrabstwie Logan.